# Acetat de argint
Acetatul de argint (AgC2H3O2) este un compus anorganic, fotosensibil; forma cristalină este adesea folosită ca pesticid. 

## Caracteristici
În momentul în care se introduce într-o soluție de acetat de argint restul unei țigări, se degajă un miros foarte neplăcut (asemănător mirosului excrementelor).